# Nurozaur
Nurozaur (Nurosaurus gaganensis) – dinozaur z grupy zauropodów (Sauropoda).
Żył w epoce wczesnej kredy (ok. 129 mln lat temu) na terenach Azji. Długość ciała ok. 25 m, wysokość ok. 8 m, masa ok. 23-25 t. Jego szczątki znaleziono w Chinach (Mongolia Wewnętrzna).
Był jednym z największych zauropodów, żyjących na terenach obecnych Chin. Opisany na podstawie kompletnego szkieletu.